# Saurolophorkis
Saurolophorkis là một chi thực vật có hoa trong họ Lan.